# Сильвестр (имя)
Сильве́стр (лат. Silvestris, Sylvester, Silvester, дословно — «лесной, растущий в лесу», от лат. silva, sylva, дословно — «лес») — русское мужское личное имя латинского происхождения. Значение «лесной» в переносном смысле означает дикого, нецивилизованного человека.
Происходит из Древнего Рима, на Русь попало с христианством из Византии. Согласно В. А. Никонову, в 1980-х годах имя перестало использоваться.
Первоначальный вариант имени был непонятен в обиходном русском языке. По этой причине имя Сильвестр обрело новую форму — Селиверст, по созвучию с корнями таких слов, как «село»/«селиться», а также «верста».
От этого имени произошли фамилии Сильвестров, Селиверстов, Селивёрстов, Сильвестренко и Сильвеструк.

## Именины
- В православном календаре[1]: 15 января, 14 марта, 8 мая, 5 июня, 11 октября.
- В католическом календаре[7]: 13 августа, 20 ноября, 26 ноября, 31 декабря.

## Иноязычные варианты
- англ. Silvester[2]
- бел. Сільвестр[3]
- итал. Silvestro[2]
- макед. Силвестар[3]
- нем. Silvester, Sylvester[2]
- пол. Sylwester[3]
- серб. Силвестар[3]
- словац. Silvester[3]
- словен. Silvester[3]
- укр. Сильвестр, Селіверст[3]
- фр. Silvestre[2], Sylvestre[4]
- хорв. Силвестар[3]
- чеш. Silvestr[3]